# Heshui (köpinghuvudort i Kina)
Heshui (kinesiska: 合水, 合水镇) är en köpinghuvudort i Kina. Den ligger i provinsen Hunan, i den södra delen av landet, omkring 300 kilometer väster om provinshuvudstaden Changsha. Antalet invånare är 22 899. Befolkningen består av 11 161 kvinnor och 11 738 män. Barn under 15 år utgör 23,0 %, vuxna 15-64 år 67 %, och äldre över 65 år 9,0 %.
Runt Heshui är det ganska tätbefolkat, med 207 invånare per kvadratkilometer. Närmaste större samhälle är Xinglongchang, 10,9 km nordväst om Heshui. I omgivningarna runt Heshui växer huvudsakligen savannskog.
Genomsnittlig årsnederbörd är 1 796 millimeter. Den regnigaste månaden är maj, med i genomsnitt 290 mm nederbörd, och den torraste är januari, med 47 mm nederbörd.